# Ladislav Daněk
Ladislav Daněk (22. dubna 1889 Jiříkovice – 10. března 1961 Brno) byl československý právník, politik a meziválečný poslanec Národního shromáždění.

## Biografie
Narodil se v rolnické rodině. Studoval práva v Praze, ale v průběhu studií byl odvelen na frontu během 1. světové války. Po válce se vrátil do Brna a pracoval jako koncipient v různých právnických kancelářích. V roce 1927 si otevřel samostatnou právnickou kancelář. V průběhu studií na univerzitě stanul v čele katolického studentského hnutí. Po vzniku ČSR byl pověřen funkcí přednosty Ústřední zemské politické kanceláře ČSL na Moravě a získal úřad moravského zemského generálního tajemníka. Angažoval se i v tělocvičné jednotě Orel. Roku 1920 se stal prvním zemským starostou Orla na Moravě.
V parlamentních volbách v roce 1925 získal za Československou stranu lidovou poslanecké křeslo v Národním shromáždění. Mandát v parlamentních volbách v roce 1929 obhájil. Do roku 1933 řídil zemskou kancelář lidové strany na Moravě (Ústřední politická kancelář ČSL). Z titulu své funkce měl výrazný vliv na katolický list Den.
Podle údajů k roku 1929 byl profesí advokátem v Brně. Po Mnichovu se stáhl do ústraní. Ve straně byl znám jako zastánce konzervativních a národních pozic.